# Conidiobolus gonimodes
Conidiobolus gonimodes är en svampart som beskrevs av Drechsler 1962. Conidiobolus gonimodes ingår i släktet Conidiobolus och familjen Ancylistaceae.   Inga underarter finns listade i Catalogue of Life.